# Oberto Grimaldi
Oberto Grimaldi fue el hijo de Grimaldo Canella, Cónsul de Génova; y el sucesor de la dinastía Grimaldi.

## Orígenes
Nació probablemente el año 1188 y murió el año 1252, con 64 años. Se desconoce el nombre de su madre. Él era el mayor de sus hermanos: Pietro Canella, Raimondo Canella, Adelasia Canella, Grimaldina Canella y Anna Canella.

## Familia
Se casó con Corradina Spinola y juntos tuvieron la siguiente descendencia: Grimaldo Grimaldi, sucesor de la dinastía (1170-1257); Antonio Grimaldi de Génova; Ingone Grimaldi; Oberto Grimaldi; y Nicola Grimaldi. 

## Vida
No se ha encontrado tanta información de él cómo se  ha encontrado de su padre, pero se conoce que él fue Comisario de Génova.